# Леонардо Балерді
Леонардо Хуліан Балерді Роса (ісп. Leonardo Julián Balerdi Rosa, нар. 20 січня 1999, Аргентина) — аргентинський футболіст, центральний захисник французького «Марселя».

## Клубна кар'єра
Вихованець футбольного клубу «Бока Хуніорс». 27 серпня 2018 року Балерді в матчі проти «Уракана» дебютував в аргентинській Прімері.
15 січня 2019 року Леонардо Балерді підписав 4-річний контракт з дортмундською «Боруссія», за яку захисник дебютував 7 грудня 2019-го в матчі проти «Фортуни».
21 липня 2020 року Леонардо Балерді на правах річної оренди перейшов до французького «Марселя».
За підсумками січня 2024 року був визнаний найкращим гравцем місяця на думку вболівальників «Марселя».

## Кар'єра в збірній
В 2019 році у складі молодіжної збірної Аргентини Балерді взяв участь у чемпіонаті Південної Америки по футболу серед молодіжних команд, що проходив у Чилі. На турнірі він зіграв в матчі проти Уругваю.
У 2019 році в товариському матчі проти збірної Мексики Леонардо дебютував за основну національну команду Аргентини.

## Досягнення
Особисті досягнення
- Гравець місяця в «Олімпік» (Марсель): січень 2024